# Itigran-sziget
Az Oroszország Csukcs autonóm körzetéhez tartozó Itigran-sziget (oroszul: Итыгран) a Bering-tengerben fekszik, Szibéria keleti szélén. Az ökoturisták és a Föld eldugottabb helyeit felfedezni kívánók kedvelt úti célja. Fő látnivalója az egykori bálnavadászok által a hús tárolására használt üregek, valamint a bálnák csontjaival kijelölt ösvény, a valószínűleg rituális szerepet betöltő „bálna köz”.

## Neve
Neve a csukcs etgiran, 'útközbeni szállás' szóból származik.

## Földrajz
A sziget a Bering-tengerben, a Csaplina-foktól 24 km-re északnyugatra található. A hegyek borította, lakatlan sziget hossza 13,5 km, legnagyobb szélessége 5 km.
Délen egy a legkeskenyebb pontján mindössze 1,5 km széles szoros választja el a kontinenstől. Tőle északra egy 3,8 km széles szoros túloldalán az Arakamcsecsen-sziget fekszik. A két szigetet nyugaton a kontinenstől a Szenyavin-szoros választja el, keleti partjaik pedig a Bering-tenger nyílt vizére néznek.

## Éghajlat és élővilág
A szigethez legközelebbi meteorológiai állomás a mintegy 40 km-re délnyugatra lévő Providenyija-öbölben található. Ennek adatai szerint az évi átlaghőmérséklet −4,9 °C. A januári átlag −15,2 °C, a legalacsonyabb mért hőmérséklet −42 °C; a júliusi átlag 7,7 °C, a legmagasabb mért hőmérséklet 21 °C. Az év során általában 68 napig van fagypont felett a hőmérséklet. A nyarat gyakori köd és erős szélrohamok jellemzik, télen sűrűn fordulnak elő hóviharok. A környező hegyek miatt a széljárás és így az időjárás is szeszélyes. Az évi 530 mm csapadék főleg hó formájában esik. A hótakaró akár 248 napig is állandó lehet.
A térség vizeiben főként rozmárok, belugák és szürke bálnák élnek. A partokon különféle tengeri madarak kolóniáit találni, és a szigetet vándormadarak is útba ejtik.

## A sziget és a környék régészeti lelőhelyei
1976 augusztusában egy Mihail Cslenov vezette szovjet antropológusokból álló kutatócsoport a sziget északi partján grönlandi bálnák csontjaiból – 50-60 darab párosával vagy négyesével részben földbe süllyeszett koponyából és 30 darab függőleges helyzetű, kövekkel megtámasztott állkapocscsontból és bordából – kiépített kavicsos ösvényt fedezett fel. Az 550 méter hosszú, „bálna köznek” elnevezett út felénél egy másik, 50 méter hosszú ösvényt is találtak, amely egy kőtörmelékkel borított hegyoldalhoz vezette őket. Az ösvény végén kör alakban elrendezett nagyobb kövekre leltek, körülötte a hegyoldalba mélyesztve pedig 120-150 darab tölcsérszerűen kialakított, 1-2 méter mély üregre, aljukon fagyott bálnahússal és -zsírral.
1977-ben, 1979-ben és 1981-ben újabb expedíciók jártak a szigeten és környékén, amelyek tagjai ásatásokat végeztek, felmérték a Kurupka folyó és a Gyezsnyov-fok közötti vidéket és interjúkat készítettek a helyi csukcsokkal és eszkimókkal. A kutatók megállapították, hogy a „bálna köz” nem a térségben ma élő emberek közvetlen elődeinek alkotása, hanem egy általuk is titokzatosnak tartott népcsoporté, akiket masigmit névvel illetnek, és úgy tartják, a Mechigmen-öböl partjain éltek.
A Szenyavin-szoros melletti szigeteken és a kontinens közeli partszakaszán az 1970-es évek végének expedíciói még nem fedeztek fel településmaradványokat, 1981 nyarán azonban többet is találtak.
Nykhshirak falu (csukcs neve az eszkimó 'fóka fok' kifejezésre vezethető vissza) maradványait az Itigran-szigettől 74,5 km-re északra lévő Kaljustkin-foknál (é. sz. 65° 15′ 34″, ny. h. 172° 10′ 48″65.259444°N 172.180000°W), a Mechigmen-öböl legdélebbi pontján, egy a partvonal régebbi helyét jelző zátony mintegy 400 méter hosszú szakaszán fedezték fel. A Csukcs-félszigeten több helyen is fellelhető kör alaprajzú, földbe süllyesztett házak alapjaiba szürke bálnák borjainak koponyáit építették (összesen 122 darabot). A helyszínen két, az ösvény mellettiekhez hasonlóan földbe mélyesztett grönlandibálna-koponya is előkerült.

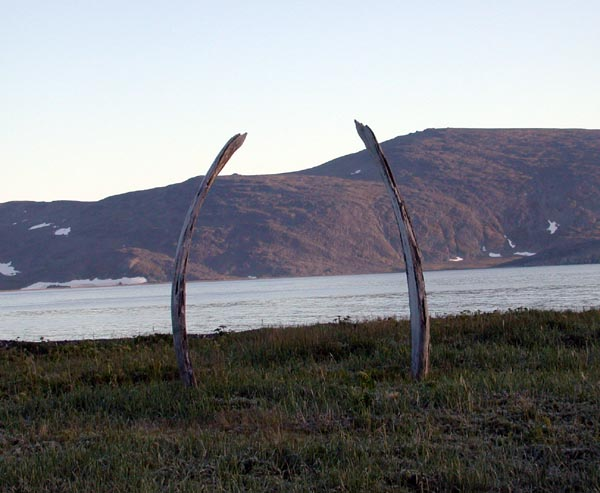
A „bálna köz” egyik bordapárja Itigran-szigetén

A csukcs lakói által az 1950-es években elhagyott Mechigmen falu északabbra, egy a Mechigmen-öbölbe nyúló köves zátonyon fekszik (a csukcs név a masik eszkimó szóból ered, amely jelenthet 'kopoltyút' vagy a 'kajak orrfedélzetét'). A kutatók az egyébként lapos zátony északkeleti csücskétől 3 km-re egy halmot találtak, amelynek felszínéből bálnák állkapcsai és koponyák álltak ki. A modern falu környékén részben földbe süllyesztett egykori lakóhelyek nyomait is felfedezték. Az alaposabb felmérések során kiderült, hogy a halom egy ősi település középpontjában helyezkedett el, amelynek épületei mindkét (délnyugati és északkeleti) irányban jó 500 méter hosszan sorakoztak a tengerpart és a lagúna partja között. A falu határait egy-egy földbe állított bálnaállkapocs jelezte. Az egykor itt élők a tengerpart közelében az itigran-szigetihez hasonló hústároló üregeket alakítottak ki.
A kutatók Mechigmen falutól 6-8 km-re északra további két földbe süllyesztett bálnakoponyát találtak, az öböl partján állt más egykori települések házainak falaiban pedig szürkebálna-koponyákat fedeztek fel.
Az 1981-es expedíció több mint húsz település nyomait vizsgálta meg az Itigran-sziget és a Gyezsnyov-fok között. Az összegyűjtött adatok alapján arra a következtetésre jutottak, hogy a Mechigmen-öböl mentén valamikor egy jól körülhatárolható proto-inuit civilizáció élt, amit Masik kultúrának neveztek el. Az Aleut-szigetektől északra élő más csoportoktól eltérően a Masik proto-inuitoknak nem a grönlandi, hanem a szürke bálna volt a fő zsákmányuk. A Csukcs-félsziget más részein nem találni a földbe süllyesztett bálnakoponyákat, így ezekről feltételezhető, hogy az ő településeik és rituális helyeik jellegzetességei voltak. A kultúra ismertető jegyei közé tartozik még, hogy a félig földbe süllyesztett ovális alakú házaknak nincsen bejárati folyosója, a hús tárolására használt ovális vagy kör alakú nyílással rendelkező gödrök falát pedig szürke bálnák koponyái bélelik. Mindezek alapján feltételezhető, hogy az Itigran-szigeten lévő, valószínűleg rituális funkcióval is rendelkező „bálna köz” a Masik proto-inuitok alkotása volt.

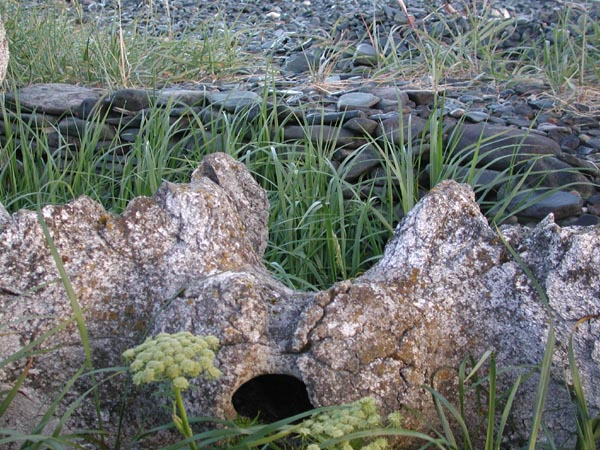
A szigeten lévő száznál is több üreg egyike. Aljukon némi fagyott bálnahús és -zsír is megőrződött

A Masik kultúra és a „bálna köz” korát nehéz behatárolni. Úgy tűnik, 1300 körül már használatban lehetett, de története ennél régebbre is visszanyúlhat. A térségben a Punuk kultúra időszakában (i. sz. 600–1200) kezdtek nagyobb települések, nyomukban pedig területi konfliktusok kialakulni. Mihail Cslenov, I. I. Krupnik és Sz. A. Arutjunov feltevése szerint a „bálna köz” a Masik és más proto-inuit közösségek központi szentélye lehetett, ahol beavatási rítusokat és vetélkedőket rendeztek. A semleges terület (a közvetlen közelében nincs egyetlen település sem) valószínűleg diplomáciai és kereskedelmi kapcsolataik ápolására is szolgált.
Mai inuitok szerint a bálnák egyik fő vándorlási útvonala mellett fekvő szigetet az előttük itt élők egyszerűen csak a zsákmány szétbontására használták, a koponyákon pedig rozmárbőr csónakjaikat (baidara) szárították (a sziget jupik neve Sikliuk a siklyugak szóból, a hústároló gödrök nevéből származik). Lehetséges tehát, hogy a Masik kultúra eltűnése után a szigetnek már nem volt kultikus szerepe. Hogy ez a változás pontosan mikor zajlott le, nem tudjuk. Az 1791-ben a Mechigmen-öbölben járt Joseph Billings-féle expedíció az ovális házakat még lakottan találta, 19. századi utazók (az angol W. H. Hooper, illetve az orosz N. L. Gondatti és V. G. Borgoraz) már nem figyeltek meg használatban lévő rituális vagy lakóhelyeket. Nem tudni, hogy ez a 19. század során eltűnt nép még a Masik kultúra maradványa volt-e.